# Kasel (bij Trier)
Kasel is een plaats in de Duitse deelstaat Rijnland-Palts, en maakt deel uit van de Landkreis Trier-Saarburg.
Kasel telt 1.286 inwoners.

## Bestuur
De plaats is een Ortsgemeinde en maakt deel uit van de Verbandsgemeinde Ruwer.